# La tenera canaglia
La tenera canaglia (Curly Sue) è un film del 1991 diretto da John Hughes e interpretato da Jim Belushi. Nella colonna sonora, figura il brano You Never Know, interpretato da Ringo Starr.

## Trama
Sue detta Trucioli (in lingua originale è chiamata "Curly" Sue) è una bambina di 9 anni rimasta orfana di entrambi i genitori che vive come senzatetto con William "Bill" Dancer, un vagabondo che era stato compagno della madre defunta di Sue. I due vivono di piccoli espedienti (senza però rubare o chiedere l'elemosina) per ottenere un pasto caldo. Giunti a Chicago i due simulano un investimento automobilistico ai danni della bella e ricca avvocatessa Grey Ellison che, per farsi perdonare, li invita a cena in un ristorante; i due sperano di poter essere accolti in casa di lei ma l'arrivo di Walker McCormick, il fidanzato snob di Grey, manda in fumo il loro piano, ma il giorno dopo Bill viene nuovamente investito (questa volta sul serio) dalla macchina di Grey che li ospita nel suo lussuoso appartamento provocando le opposizioni di McCormick che si allontana furiosamente da Grey.
Questa non ci metterà molto a capire la situazione difficile in cui si trovano Bill e Sue e perciò realizza anche di essere stata truffata ma lei comincia ad affezionarsi a loro, in particolare alla bambina. La rivalità tra lei e Bill ben presto si tramuta in un nuovo sentimento. Col tempo Bill capisce che è questo il posto a cui Sue dovrebbe appartenere: una casa accogliente con una persona che tiene alla sua felicità ed è in grado di prendersi cura di lei, e non una vita di stenti e di vagabondaggio. Per questo motivo Bill, ormai innamoratosi di Grey e volenteroso di continuare a vivere il quadretto familiare che si è venuto a creare si impegna a trovare un lavoro onesto.
Ma McCormick, stanco e infuriato per i cambiamenti che hanno portato i due, denuncia Bill alla polizia e ai servizi sociali quale tutore illegale della bambina: Bill viene così arrestato e Sue mandata in un istituto per orfani. Ma Grey capisce di essersi innamorata dell'uomo dal cuore d'oro, e libera Bill pagandogli la cauzione e tramite uno stratagemma ottiene l'affidamento di Sue, anche se per farlo scarica il fidanzato e rinuncia al suo prestigioso posto nel suo ufficio legale, baciandosi con il suo amato e ricongiungendosi con la bambina, oltre a trovare lavoro come reporter. I tre possono finalmente riunirsi in una vita felice e diventare una vera famiglia e Sue comincia ad andare a scuola.

## Riconoscimenti
- 1993 - Young Artist Awards
  - Miglior attrice giovane (Alisan Porter)